# 미국 육군 전염병연구소
전염병연구소(United States Army Medical Research Institute of Infectious Diseases (USAMRIID))는 미국 육군 의무부의 의무연구개발사령부 산하 생물전 방호 연구를 하는 시설이다.

## 역사
1941년, 헨리 L. 스팀슨 전쟁부 장관은 생물학전에 대한 취약성에 대한 대책을 마련했다.
1949년, 일본 생물학전 부대로 악명높은 731 부대 부대장인 이시이 시로(石井四郞) 일본 육군 중장과 그 부하들이 포트 데트릭으로 와서 생물학 무기 개발에 참여했다. 이이시 중장은 한국전쟁 당시 여러번 한국을 방문했었다.
1950년대 초반, 미국 육군 생물전연구소(USBWL)이 포트 데트릭에 설치되고 에이브럼스 S. 베넨슨 육군 중령이 소장으로 임명되었다. 생물전연구소은 1969년에 폐쇄되고, 이어서 미국 육군전염병연구소(USAMRIID)가 설립되었다. 미국 육군 대령이 소장으로 복무한다. 역시 같은 포트 데트릭에 설치되었다.
2006년 7월 31일, 워싱턴포스트는 미국 국토안보부 산하 국립생물학방위분석대응센터가 2006년 6월 워싱턴 인근 군기지에 대규모 생물무기 실험실 건물 공사를 시작했다고 보도했다. 워싱턴에서 자동차로 1시간 거리인 메릴랜드주 포트 데트릭에 짓는 연구소는 총 1억 2800만 달러를 들여 8층 높이, 4500평 규모가 될 것으로 예상된다. 연구소가 들어서는 포트 데트릭 기지는 미국의 생물무기 생산이 중단되기 전까지 생산을 주도했던 군기지이기도 했다.

## BSL-4 실험실
USAMRIID에는 세계 최고 위험등급인 BSL-4 실험실이 설치되어 있다. 별도의 독립된 건물로 실험실을 설치해야 하며, 우주복 같은 양압 보호복을 입고 실험을 하며, 퇴실시에는 반드시 샤워를 해야만 한다.
BSL-4 실험실은 고가의 건설비용 등, 설치가 쉽지 않아서, 전세계 20여개국에 50여개소 밖에 없다.

## 생물학전 관련
2004년 이후 주한미군은 탄저균과 천연두균 백신을 맞고 있는 것으로 알려졌다.
2009년부터 2014년까지 주한미군은 미국 엣지우드 생화학 센터(ECBC)에서 용산미군기지로 15차례 탄저균 샘플을 반입하여 장비 시험 및 사용자 훈련을 실시했다. 2015년 4월에는 페스트균 샘플도 반입했다.
2013년 10월 22일, 국회 국방위원회 소속 민주당 안규백 의원은 한국군이 북한의 생물학전에 무방비로 노출돼 있다고 지적했다. 미군은 장병 개인마다 화학무기치료키트와 생물학무기치료제를 보급하는데, 한국군은 장병에게 화학무기치료키트만 보급중이라고 한다. 군대 갖다오면 다들 KMARK-1 아드로핀주사는 잘 안다. 그런데, 미군은 생물학무기치료제인 알약 수십개도 장병 개인마다 지급중이라고 한다.
2014년 3월, 미국 육군 사이트에서 엣지우드 생화학 센터(ECBC)의 주피터 프로그램을 소개했다. 주한미군의 생물학전 관련 계획이라고 한다.
2014년 8월 29일, 국방부는 생물학전과 생물테러 등의 위협에 신속하게 대응하기 위해 질병관리본부와 상호협약을 체결했다. 미국은 미육군과 미국 질병통제예방센터(CDC)에 따로 BSL-4 실험실이 설치되어 있지만, 한국은 충청북도 오송 질병관리본부(KCDC)에 유일하게 BSL-4 실험실이 설치되어 있다.

## 탄저균 테러
2001년 911 테러 직후, 미국에 탄저균 테러가 일어났다. 2001년 10월 민주당 톰 대슐 상원의원실과 타블로이드 신문 선지 등에 탄저균에 오염된 우편물이 연쇄적으로 배달돼 모두 5명이 사망했다. 미국내 최대 생화학무기 테러 사건이다.
911 직후여서 연방수사국은 이슬람교를 의심했지만, 7년이 지나서야 미군을 의심했다. 탄저균을 다루는 5개 연구소를 용의선상에 놓고 집중적으로 조사했다.
2008년 7월 29일, 용의자 브루스 아이빈스(62)가 자살했다.
브루스 아이빈스는 35년간 미육군전염병연구소에서 근무한 생물학무기 방어 분야의 전문가다. 그간 FBI 조사를 받아온 실험실 동료 스티븐 해트필은 2008년 7월 혐의를 벗고 정부로부터 보상금 580만달러를 지급받았다.

## 같이 보기
- 에지우드 생화학센터